# مراكز لم شمل الأطفال المخطوفين دوليا
مراكز لمّ شمل الأطفال المخطوفين دوليًا تُعرف على أنها الجمعية الخيرية الرئيسية بالمملكة المتحدة، والتي تركز على ظاهرة اختطاف الأطفال على المستوى الدولي.

## تاريخه
ابتدأ لمّ الشمل في عام 1986، بواسطة المجلس الوطني للمّ شمل الأطفال المخطوفين، ولقد تم تكوين شبكة دعم الآباء بواسطة مجموعة من الآباء أثناء محاولتهم لاجتياز المسائل القانونية التي تحيط بظاهرة اختطاف الأطفال الدولية. وقد تم تسجيل تلك الجمعية في عام 1990 وبمرور السنين تطورت وتحولت إلى مراكز موارد ومعلومات. وفي عام 1999 تم تغيير اسم تلك الجمعية ليصبح اسمها مراكز لمّ شمل الأطفال المخطوفين دوليًا.